# 茨木市立太田小学校
茨木市立太田小学校（いばらきしりつおおだしょうがっこう）は、大阪府茨木市にある公立小学校。

## 沿革
- 1972年4月 - 開校（茨木市立三島小学校の児童増により分離独立）
- 1973年7月 - 体育館・プール完成
- 1979年4月 - 茨木市立耳原小学校を分離
- 1984年4月 - 茨木市立西河原小学校を分離

## 通学区域
- 茨木市 太田1～3丁目、花園1丁目・2丁目、高田町、十日市町の一部、東太田1～4丁目（1丁目の一部を除く）、太田東芝町

卒業後は基本的に茨木市立太田中学校へ進学する。